# Rómulo Assereto
Rómulo Assereto Castillo (Lima, 12 de diciembre de 1980) es un actor y director de teatro peruano. 

## Carrera
Assereto inició su carrera en el teatro, participando en las obras El mercader de Venecia y Actos indecentes dirigidas por Roberto Ángeles; El hombre Almohada, Bicho, El teniente de Inishmore, Una gran comedia romana, En casa/En Kabul, Una pulga en la oreja y Bicho, dirigidas por Juan Carlos Fisher. 
Assereto participó en la cuarta temporada de la serie policial La gran sangre, como Uno. En 2010 empezó a conducir el programa de televisión Desconozco legalmente y actuó en la telenovela Los exitosos Gome$ y actuó en la película Ella, dirigida por Francisco Lombardi.
En 2011 protagonizó la obra Los últimos días de Judas Iscariote, durante ese año también participó en la telenovela Lalola. 
De febrero a abril de 2012 actuó en la obra Rojo como Ken, bajo la dirección de Juan Carlos Fisher. En mayo interpretó a Corny Collins en Hairspray. Seguidamente protagonizó la obra Nuestro pueblo en el papel de George Gibbs, dirigida por Chela de Ferrari.
En 2013 actuó en la obra Corazón normal como Ned Weeks. Seguidamente protagonizó la obra de comedia El apagón.

## Filmografía
Assereto ha participado en muchas producciones tanto para televisión como para cine.
| Televisión | Televisión                  | Televisión                    | Televisión   |
| ---------- | --------------------------- | ----------------------------- | ------------ |
| Año        | Titulo                      | Rol                           | Notas        |
| 2005       | Misterio                    | Juan Carlos                   | Antagónico   |
| 2007       | Mi problema con las mujeres | Paulo                         | Reparto      |
| 2007       | La gran sangre              | Número uno                    | Antagónico   |
| 2008       | Calle en llamas             | Coco                          |              |
| 2010       | Los exitosos Gome$          | Charly                        |              |
| 2009-11    | Desconozco legalmente       | El mismo                      |              |
| 2011       | Lalola                      | Boggie                        |              |
| 2011-12    | Yo no me llamo Natacha      | Iván Martínez Velarde         |              |
| 2014       | Comando Alfa                | Franco                        | Secundario   |
| 2017       | Mujercitas                  | Óscar Zúñiga Terranova        | Antagónico   |
| 2018       | Ojitos hechiceros           | José "Coquito" Antonio García |              |
| 2019       | En la piel de Alicia        | Herbert Palomino              | Antagónico   |
| 2019-20    | Chapa tu combi              | Renato Fantosi                |              |
|            | Conversación el La Catedral | Santiago Zavala               | Protagónico  |
| Películas  |                             |                               |              |
| Año        | Titulo                      | Rol                           | Notas        |
| 2003       | Paloma de papel             |                               | Extra        |
| 2006       | Dragones: destino de fuego  |                               | Voz          |
| 2008       | The Drunken Man             |                               | Cortometraje |
| 2009       | Secretos del Almuerzo       |                               | Cortometraje |
| 2010       | Las Reglas del Juego        |                               | Cortometraje |
| 2010       | Domingo                     |                               | Cortometraje |
| 2010       | Ella                        |                               | Secundario   |
| 2011       | Lima, 2011                  |                               | Cortometraje |
| 2013       | Plexus                      |                               | Cortometraje |
| 2015       | Al Filo de la Ley           |                               | Secundario   |
| 2017       | Sangra, grita, late!        |                               | Protagónico  |
| 2017       | El Abuelo                   |                               | Protagónico  |
| 2019       | Norte                       | Alejo                         | Protagónico  |

## Premios y nominaciones
| Año  | Premio                       | Categoría             | Trabajo | Resultado |
| ---- | ---------------------------- | --------------------- | ------- | --------- |
| 2007 | Premios Luces de El Comercio | Mejor actor de teatro | Bicho   | Ganador   |